# Saint-Georges-du-Mesnil
Saint-Georges-du-Mesnil is een plaats en voormalige gemeente in het Franse departement Eure (regio Normandië) en telt 106 inwoners (2009). De plaats maakt deel uit van het arrondissement Bernay. Saint-Georges-du-Mesnil is op 1 januari 2019 gefuseerd met de gemeente Saint-Jean-de-la-Léqueraye tot de gemeente Le Mesnil-Saint-Jean. 

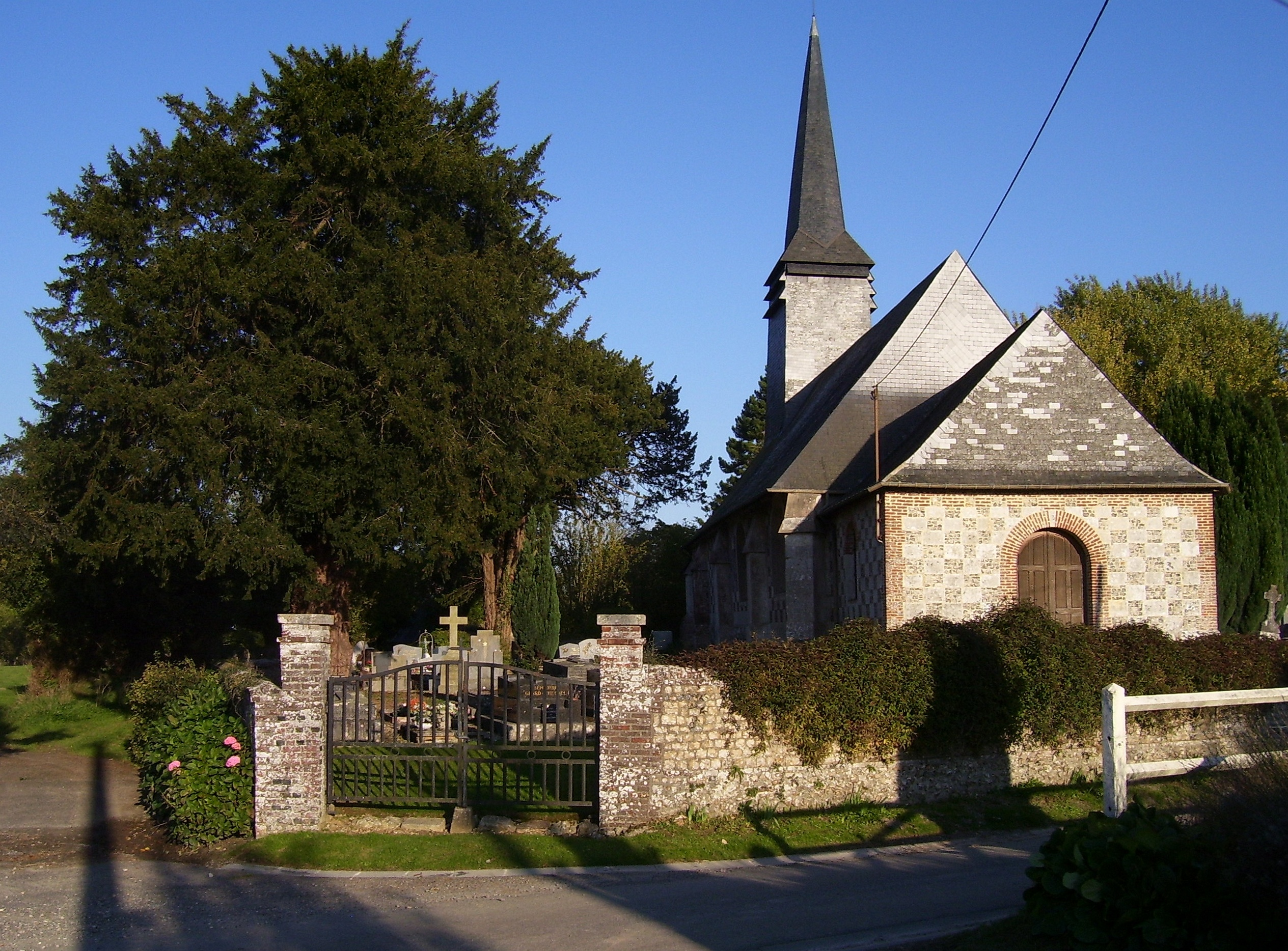
Kerk van Saint-Georges-du-Mesnil
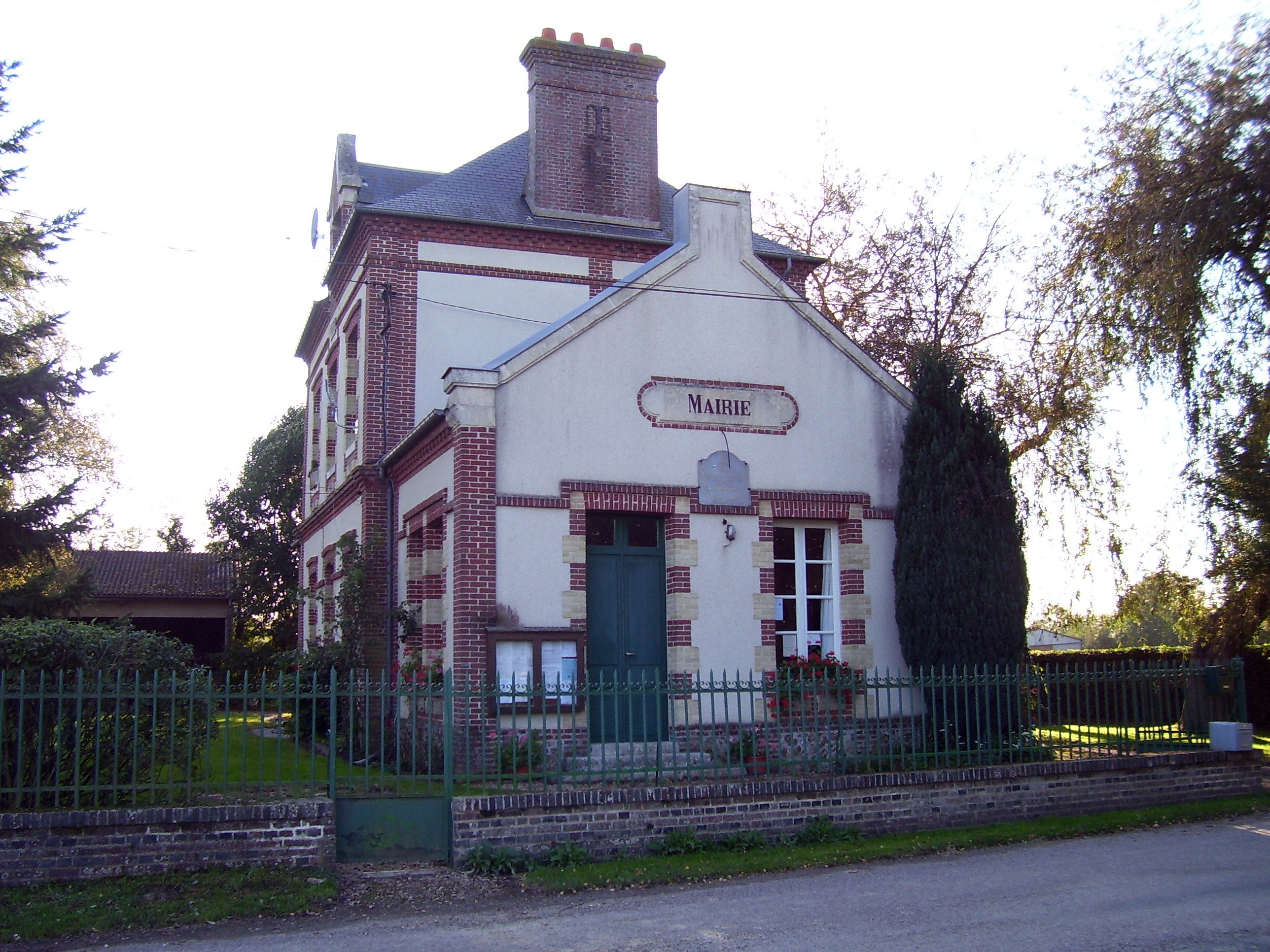
Gemeentehuis (van de fusiegemeente)

## Geografie
De oppervlakte van Saint-Georges-du-Mesnil bedraagt 3,2 km², de bevolkingsdichtheid is dus 33,1 inwoners per km².
De onderstaande kaart toont de ligging van Saint-Georges-du-Mesnil met de belangrijkste infrastructuur en aangrenzende gemeenten.

## Demografie
Onderstaande figuur toont het verloop van het inwonertal (bron: INSEE-tellingen).